# Parabuprestium
Parabuprestium là một chi bọ cánh cứng trong họ 
Elateridae.
Chi này được miêu tả khoa học năm 1906 bởi Handlirsch.

## Các loài
Chi này có các loài:
- Parabuprestium teleas (Westwood, 1854)